# August Scholz (Übersetzer)

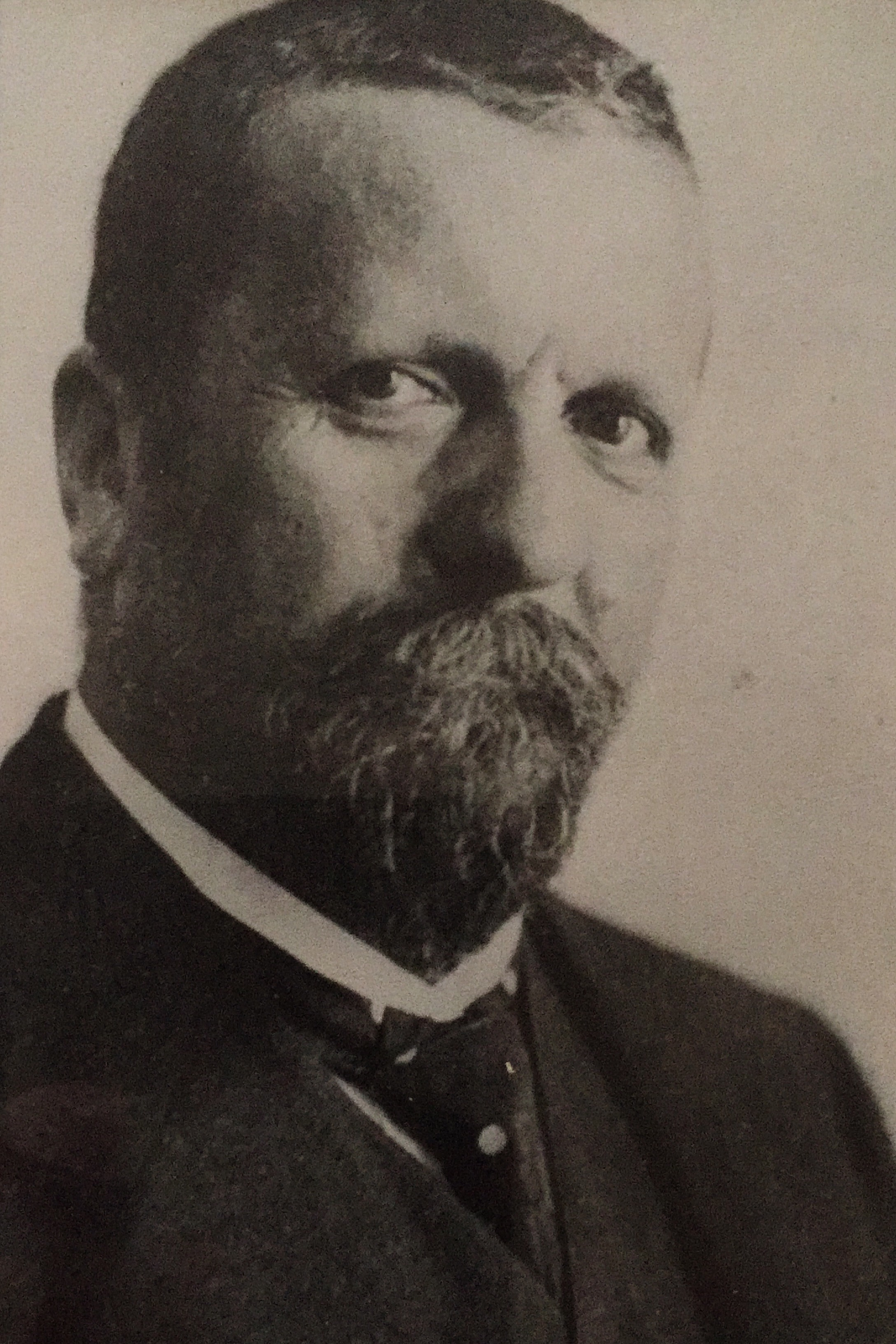
August Scholz

August Scholz (* 27. September 1857 in Imielin; † 8. Oktober 1923 in Berlin) war ein Übersetzer und Schriftsteller. Er arbeitete auch unter dem Pseudonym Thomas Schäfer.

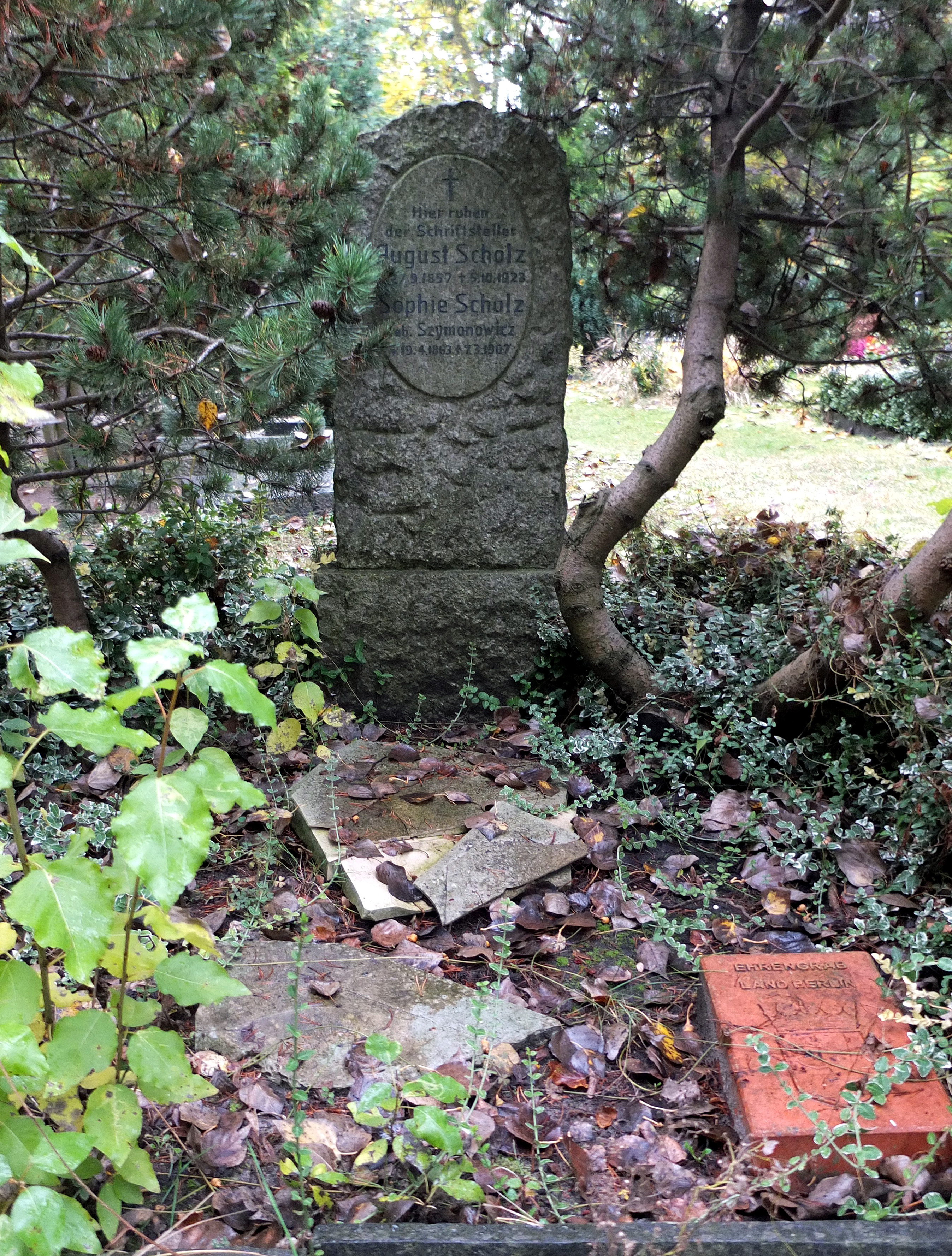
Grabstätte von Scholz auf dem Alten St.-Michael-Friedhof in Berlin-Neukölln.

## Leben und Werk
August Scholz ist vor allem als Übersetzer Gorkis bekannt geworden, hat sich aber auch als publizistischer Vermittler russischer Literatur einen Namen gemacht. Er erlernte im Kontakt mit russischen Mitschülern die russische Sprache. In den 1870er Jahren studierte er zunächst Jura in Berlin und wechselte dann zur nordischen, schließlich zur slawischen Philologie über. Anfangs schrieb er unter dem Pseudonym Thomas Schäfer. Bis 1913 war Scholz Lehrer an einer Berliner Mittelschule.
Scholz lernte Gorki bereits 1901 auf einer Russlandreise kennen. Er war der einzige Übersetzer, dessen Übertragung Gorki autorisiert hat. Er war auch mit Leonid Andrejew bekannt. Scholz hat sich mit Übersetzungen von Ryleev, Gogol, Dostojewski, Tolstoi, Kolzow, Tschechow und Leonid Andrejew hohes Ansehen erworben.
Noch heute werden von Scholz übersetzte Stücke an deutschen Bühnen aufgeführt, wie beispielsweise 2013 Maxim Gorkis Sommergäste in der Regie von Alvis Hermanis an der Schaubühne am Lehniner Platz, Berlin oder 2016 Nikolai Gogols Komödie Der Revisor in der Regie von Sebastian Hartmann am Schauspiel Frankfurt. August Scholz ist der Großvater des deutschen Autors Achim Scholz.

## Ehrungen
Seine Grabstätte war von 1990 bis 2015 als Ehrengrab der Stadt Berlin ausgewiesen.

## Übersetzungen
- Lew Nikolajewitsch Tolstoi: Anna Karenina (Roman)
- Tolstoi: Auferstehung (Roman)
- Tolstoi: Kreutzersonate (Erzählung)
- Tolstoi: Hadschi Murat (Erzählung), 1912 deutsche Erstausgabe, S. Fischer Verlag Berlin
- Tolstoi: Die Macht der Finsternis (Drama), 1887 deutsche Erstausgabe, S. Fischer Verlag
- Tolstoi: Die Kosaken (Erzählung)
- Tolstoi: Im Schneesturm (Erzählung)
- Tolstoi: Familienglück (Erzählung)
- Tolstoi: Sewastopol (Erzählungen aus den Jahren 1852–1855)
- Tolstoi: Der lebende Leichnam (Drama)
- Tolstoi: Früchte der Bildung (Schauspiel)
- Tolstoi: Und das Licht scheinet in der Finsternis (Drama)
- Tolstoi: Der Teufel, Ladyschnikow Verlag
- Tolstoi: Was sollen wir also thun? Hugo Steinitz Verlag, 1891
- Dostojewski: Der Spieler (Roman)
- Dostojewski: Die Brüder Karamasow (Roman)
- Dostojewski: Der Idiot (Roman), Deutsche Erstausgabe 1889, S. Fischer Verlag Berlin
- Dostojewski: Aufzeichnung eines Schwindsüchtigen, Erstausgabe 1891, Steinitz-Verlag
- Dostojewski: Der Gatte
- Dostojewski: Das tote Haus
- Dostojewski: Der Hahnrei (Roman)
- Dostojewski: Die Seele Rußlands
- Dostojewski: Eine heikle Geschichte
- Maxim Gorki: Nachtasyl (Theaterstück), deutsche Erstausgabe 1903
- Gorki: Sommergäste (Drama)
- Gorki: Wassa Schelesnowa (Drama)
- Gorki: Verlorene Leute
- Gorki: Der Sohn der Nonne (Roman)
- Gorki: Eine Beichte (Roman)
- Gorki: Matwej Koshemjakin (Roman)
- Gorki: Ein Sommer (Roman)
- Gorki: Das Ehepaar Orlow (Erzählung), deutsche Erstausgabe 1901, Bruno und Paul Cassirer Verlag Berlin
- Gorki: Kinder der Sonne (Theaterstück)
- Gorki: Unter fremden Menschen (Erzählung)
- Gorki: Meine Kindheit
- Gorki: Drei Menschen (Roman), deutsche Erstausgabe 1902, Bruno und Paul Cassirer Verlag Berlin
- Gorki: Meine Universitäten
- Gorki: Das Mitleid (Neue Novellen)
- Gorki: Die Menschen haben gesiegt (Erzählungen)
- Gorki: Wie ein Mensch geboren ward (Novellen)
- Anton Tschechow: Die Möwe (Theaterstück)
- Tschechow: Der Heiratsantrag (Theaterstück)
- Tschechow: Der Kirschgarten (Theaterstück), deutsche Erstausgabe 1918, J. Ladyschnikow Verlag Berlin
- Tschechow: Ivanov (Theaterstück)
- Tschechow: Onkel Wanja (Theaterstück)
- Tschechow: Drei Schwestern (Theaterstück)
- Iwan Sergejewitsch Turgenjew: Väter und Söhne
- Turgenjew, Iwan: Am Vorabend
- Nikolai Wassiljewitsch Gogol: Die Heirat (Theaterstück)
- Gogol: Der Revisor (Theaterstück)
- Gogol: Phantasien und Geschichten
- Iwan A. Gontscharow : Die Schlucht (Roman)
- Leonid Nikolajewitsch Andrejew: Der Gedanke (Drama)
- Leonid Nikolajewitsch Andrejew: Das rote Lachen
- Leonid Nikolajewitsch Andrejew: Jekaterina Ivanowna (Drama)
- Leonid Nikolajewitsch Andrejew: Das Leben des Menschen. Ein Spiel in fünf Bildern
- Leonid Nikolajewitsch Andrejew: Die sieben Gehenkten
- Björnstjerne Björnson:  Synnöve Solbakken (Erzählung)
- Bjönstjerne Björnson: Meistererzählungen
- Poljakow, Salomon: Warwara